# Аль-Ихляс
Аль-Ихля́с (араб. الإخلاص — Очищение веры) — сто двенадцатая сура Корана. Сура мекканская.  Состоит из 4 аятов.

## Текст
بِسْمِ ‌اللَّهِ ‌ال‍‍رَّحْمَنِ ‌ال‍‍رَّحِيمِ
Бисми-Лля̄хи-р-Рах̣ма̄ни-р-Рах̣ӣм
Во имя Аллаха, Милостивого, Милосердного!
1. قُلْ هُوَ اللَّهُ أَحَدٌ
К̣уль хува Лла̄ху Ах̣ад
Скажи: «Он — Аллах Единый,
2. اللَّهُ الصَّمَدُ
Алла̄ху с̣-С̣амад
Аллах Самодостаточный.
3. لَمْ يَلِدْ وَلَمْ يُولَدْ
Лям ялид ва-лям ю̄ляд
Он не родил, и не был рождён,
4. وَلَمْ يَكُنْ لَهُ كُفُوًا أَحَدٌ
Ва лям якун ляху куфуан ах̣ад
и нет никого равного Ему».

## Содержание
С именем Аллаха Милостивого [ко всем на этом свете], Милующего [лишь верующих на том свете]! Скажи: «Он - Аллах Единый, ۝ Аллах Самодостаточный. ۝ Он не родил, и не был рождён, ۝ и нет никого [и ничего] равного [и подобного] Ему». 

Оригинальный текст (ар.)،بِسْمِ اللّهِ الرَّحْمنِ الرَّحِيم

قُلْ هُوَ اللَّهُ أَحَدٌ ﴿١﴾ اللَّهُ الصَّمَدُ ﴿٢﴾ لَمْ يَلِدْ وَلَمْ يُولَدْ ﴿٣﴾ وَلَمْ يَكُن لَّهُ كُفُوًا أَحَدٌ ﴿٤﴾—  Шариф. Перевод смыслов 112:1—4 (Калям Шариф. Перевод смыслов)

## Хадисы
Передают со слов Абу Са‘ида аль-Худри, (р.а), что (однажды) пророк, (ﷺ), спросил своих сподвижников: «Сможет ли кто-нибудь из вас прочитывать треть Корана за ночь?» Это показалось им затруднительным, и они стали говорить: «Кто же из нас способен на такое, о посланник Аллаха?» Тогда (пророк, (ﷺ),) сказал: «Аллах Единый, Вечный — это и есть треть Корана!» (то есть сура «аль-Ихляс»)— «Сахих аль-Бухари», хадис №5015